# Mieszko cieszyński

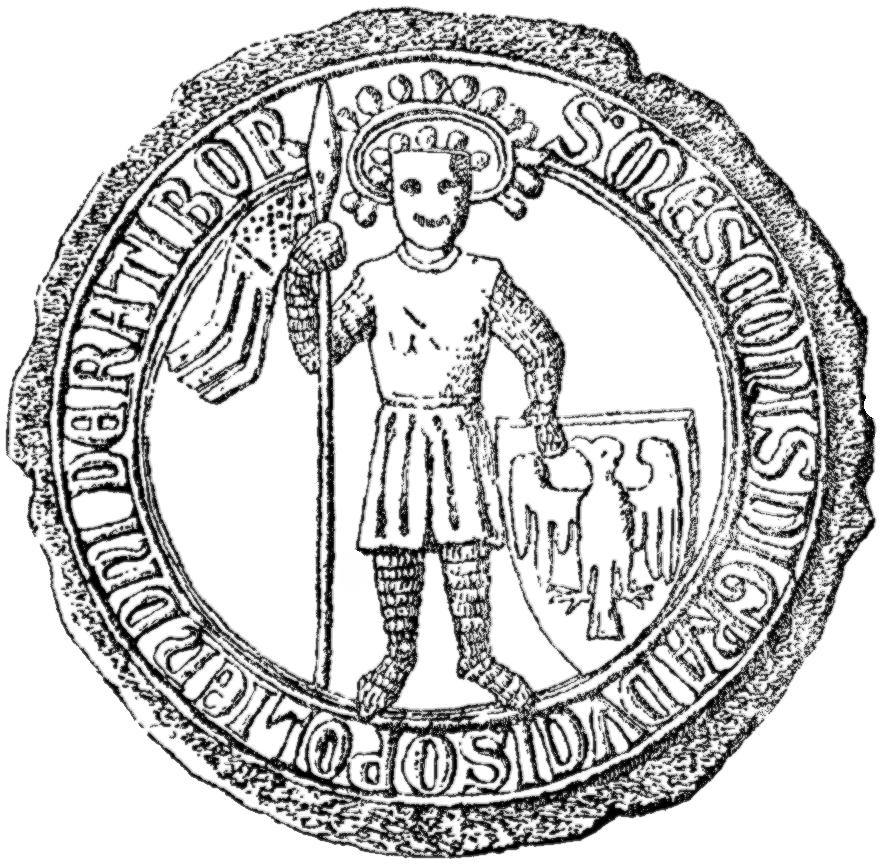
Pieczęć piesza Mieszka cieszyńskiego (1288)

Mieszko Cieszyński (ur. między 1252 a 1256, zm. 1314 lub 1315) – od 1281/1282 wspólnie z bratem Przemysławem w Cieszynie, Oświęcimiu i Raciborzu, od 1290 po podziale samodzielny, książę cieszyńsko-oświęcimski, sojusznik (może też lennik w latach 1292–1305) króla czeskiego Wacława II. Założyciel linii Piastów cieszyńskich.
W opracowaniach popularnonaukowych występuje czasami jako Mieszko III Opolski oraz Mieszko I Cieszyński. Numeracja ta jednak nie przyjęła się w nauce historycznej.

## Wywód genealogiczny
| 4. Kazimierz I opolski |  |                       |  |  |                       |
|                        |  | 2. Władysław opolski  |  |  |                       |
| 5. Wiola bułgarska(?)  |  |                       |  |  |                       |
|                        |  |                       |  |  | 1. Mieszko Cieszyński |
| 6. Władysław Odonic    |  |                       |  |  |                       |
|                        |  | 3. Eufemia Odonicówna |  |  |                       |
| 7. Jadwiga             |  |                       |  |  |                       |
|                        |  |                       |  |  |                       |

## Życiorys
Był najstarszym synem Władysława, księcia opolskiego, i jego żony, Eufemii (córki księcia wielkopolskiego Władysława Odonica). W źródłach po raz pierwszy Mieszko pojawia się 21 października 1258, kiedy razem z ojcem i dwoma młodszymi braćmi, Kazimierzem i Bolesławem, wyrażał zgodę na fundację opactwa cysterskiego w Rudach.

### Książę raciborski
Mieszko po śmierci ojca (1281 lub 1282) – mimo tego, że był jego najstarszym synem – otrzymał dzielnicę raciborską. Stolicę dzielnicy ojcowskiej, Opole, przejął trzeci pod względem starszeństwa Bolesław. Mieszko jako najstarszy z braci występował w imieniu najmłodszego Przemysława, który w chwili ojca nie miał wieku sprawnego. Przemysław, tytułujący się księciem oświęcimskim, osiągnął pełnoletniość około 1284.

### Książę cieszyńsko-oświęcimski
Do ostatecznego podziału dzielnic między braci doszło w 1290 roku. Przemysław przejął księstwo raciborskie, Mieszko zasiadł na Cieszynie, obejmując we władanie dawne kasztelanie cieszyńską, oświęcimską, chrzanowską i zatorską. Po raz pierwszy jako książę cieszyński figuruje na dokumencie wystawionym 1 stycznia 1290 roku.
W 1285 Mieszko wsparł politycznie wrocławskiego biskupa Tomasza II Zarembę, udzielając mu schronienia przed Henrykiem IV Prawym w Raciborzu. Polityka taka ze strony Mieszka zaprzepaściła łączące dotąd przyjazne stosunki pomiędzy książętami opolsko-raciborskimi i wrocławskimi, co stało się przyczyną oddalenia przez Henryka nieznanej z imienia żony (być może nosiła imię Konstancja), a siostry Mieszka. Inną konsekwencją kroku Mieszka I była wyprawa zbrojna księcia wrocławskiego w 1287 zakończona oblężeniem Raciborza i ostatecznym upadkiem politycznym biskupa.
Mieszko Cieszyński rozpoczął intensywną kolonizację terenów swego księstwa, potrajając liczbę osad. Nadał, między innymi, przywileje handlowe Cieszynowi, Oświęcimiowi (w 1291 roku nadał skład solny), Bielsku i Frysztatowi. 10 listopada 1292 roku nadał prawa miejskie Zatorowi. W 1290 roku nadał rycerzowi Boguszowi 10 łanów frankońskich w pobliżu Cieszyna, dając w sposób początek wsi Boguszowice (obecnie w granicach Cieszyna).

### Walki o tron krakowski
Mieszko Cieszyński nie poparł kolejnych pretendentów do korony polskiej (Henryka IV Prawego, Przemysła II i Władysława Łokietka). Stanął za to po stronie Wacława II, króla Czech. Do zawarcia układu sojuszniczego Mieszka i jego braci Bolesława, Kazimierza i Przemysława doszło formalnie w dniu 17 stycznia 1291 w Ołomuńcu. Kwestią dyskusyjną jest to, czy Mieszko złożył później hołd lenny czeskiemu władcy – niektórzy sądzą, że nastąpiło to być może z okazji objęcia przez Wacława II tronu w Krakowie (w historiografii popularna jest zwłaszcza data 11 sierpnia 1292).
Mieszko nie uczestniczył w wyprawie Wacława II na Kraków w 1291 roku, ani w roku następnym w wojnie przeciwko Łokietkowi zakończonej pełnym zwycięstwem Wacława II i hołdem lennym Łokietka złożonym w Sieradzu. Oddał jednak swoje siły zbrojne do dyspozycji Wacława II.
W 1300 wziął udział w koronacji Wacława II w Gnieźnie na króla Polski. Polityka współpracy z czeskimi Przemyślidami była kontynuowana także po śmierci Wacława II. Jego syn i następca, Wacław III, 5 października 1305 roku poślubił córkę Mieszka, Wiolę Elżbietę, dzięki czemu cieszyński książę miał stać się niebawem jedną z najważniejszych postaci w Królestwie Polskim. Niewykluczone, że dzięki tym zabiegom Mieszko próbował sięgnąć nawet po polską koronę. Dobrze zapowiadającą się karierę cieszyńskiego władcy przerwało jednak zamordowanie Wacława III w Ołomuńcu 4 sierpnia 1306. Ponieważ młody król nie pozostawił po sobie potomstwa, królewska linia Przemyślidów wygasła, a Mieszko stracił wypracowane dzięki niej wpływy, których później już nie odzyskał.
Po 1306 aktywność polityczna Mieszka I zmalała niemal do zera. Nie znamy przyczyn tego stanu rzeczy, gdyż liczący niewiele ponad pięćdziesiąt lat książę nie był jeszcze stary. Rządy w księstwie coraz bardziej przejmowali jego synowie Władysław i Kazimierz. Jedynym przejawem jego działalności politycznej po upadku rządów czeskich było oddanie w dzierżawę miasta Kęty krakowskiemu biskupowi Janowi Muskacie, przeciwnikowi rządów Władysława Łokietka w Małopolsce. W przeciwieństwie jednak do brata Bolka I, Mieszko nie wsparł buntu wójta Alberta w 1311.

### Śmierć i pochówek
Nie jest znana dokładna data zgonu Mieszka. Ze źródeł dyplomatycznych wynika, że zmarł w 1314 lub w pierwszej połowie 1315 roku (przed 27 czerwca).
Według przypuszczenia Franciszka Popiołka został pochowany w kościele dominikańskim w Cieszynie. Według Kazimierza Jasińskiego Domysł ten nie jest pozbawiony prawdopodobieństwa.

## Małżeństwo i potomstwo
Jeszcze za życia ojca ożenił się z nieznaną bliżej księżniczką. Owdowiał najpóźniej w 1302 roku. Z tego małżeństwa doczekał się dwóch synów, Władysława i Kazimierza,oraz córki, Wioli Elżbiety (przyszłej żony Wacława III).

## Donacje kościelne Mieszka
Mieszko znany był ze swej hojności dla Kościoła. Dzięki jego donacjom ukończono budowę klasztoru dominikańskiego w Oświęcimiu (krótko po 1283 roku). Władca wspomagał także finansowo klasztor norbertanek w Czarnowąsach koło Opola i dominikanów w Cieszynie.

## Pomnik Mieszka
Okazały pomnik (rzeźba w postaci odlewu) księcia Mieszka cieszyńskiego dłuta Jana Raszki został wykonany w 1931 roku. Znajduje się on w Lasku Miejskim w Cieszynie.

### Dalsza literatura
- Balzer O., Królestwo Polskie 1295-1370, Lwów 1919.
- Biermann G., Geschichte des Herzogthums Teschen, wyd. 2, Cieszyn 1894.
- Rychlik I., Księstwo Oświęcimskie i Zatorskie, (w:) Sprawozdanie dyrekcji c.k. gimnazjum w Tarnowie za r. szk. 1889, Tarnów 1889, s. 10-15.
- Semkowicz A., Walka o monarchię 1288-1294, (w:) "Kwartalnik Historyczny", t. 5, 1891.
- Włodarski B., Polska i Czechy w drugiej połowie XIII i początkach XIV w. (1250-1306), Lwów 1931.
- " Dokument księcia z 10 kwietnia 1290 roku z woskową pieczęcią"